# Hum (Voćin)
Hum is een plaats in de gemeente Voćin in de Kroatische provincie Virovitica-Podravina. De plaats telt 98 inwoners (2001).